# Antonio Calle
Antonio Sánchez de la Calle (Madrid, 14 de octubre de 1978), conocido deportivamente como Calle, es un exfutbollista y entrenador español. Jugaba en la posición de delantero.

## Trayectoria como jugador
Habiendo pasado sus primeros años en clubes de Madrid, incluyendo el Club Deportivo Colonia Moscardó, Rayo Vallecano y Atlético de Madrid B, firmó en enero de 2002 con el Xerez CD, en esos momentos en Segunda división. Su desenvolvimiento y capacidad goleadora impresionó a otros clubes, y terminó fichando por el Recreativo de Huelva en 2004.
Tras marcar dos goles en Primera, en su mejor experiencia futbolística (ambos en un triunfo por 3-2 ante la Real Sociedad, en septiembre de 2006), Calle volvió a Segunda división con el Albacete, haciendo otra gran temporada, quizá su momento más brillante como futbolista, anotando 12 goles en 21 partidos con el equipo manchego. Abandonó el club cuando ésta finalizó.
En la temporada 2007-08, jugó en el Nástic de Tarragona, para volver en la siguiente temporada al Xerez CD como cedido, donde logró el ascenso a Primera División. En la temporada 2009/10, firmó con el Girona Fútbol Club.
El 3 de agosto de 2010, Calle firmó por el Real Valladolid, club en el que permaneció menos de seis meses, en los que anotó 4 goles en 15 partidos.
El 31 de enero de 2011, regresó a uno de sus antiguos equipos, el Albacete Balompié anotando 4 goles en 13 partidos, pero no se pudo evitar el descenso a Segunda División B. Siguió en el Albacete Balompié durante 3 temporadas más, todas en Segunda B, en la última de ellas el equipo finalizó como campeón y logró el ascenso a Segunda División. En estas 3 temporadas, disputó 101 partidos en los que anotó la cifra de 27 goles. A pesar de tantas temporadas y buenas estadísticas no fue renovado en la vuelta al fútbol profesional del Albacete Balompié.
En 2014 firma por el Yugo-Socuéllamos, equipo de la Segunda División B, en las dos temporadas que estuvo disputó 65 partidos y anotó 16 goles. En la temporada 2016-2017, después de no ser renovado por el U.D. Socuéllamos, se marcha al Club Polideportivo Villarrobledo equipo de Tercera División, club en el que se retiró en 2017.

## Trayectoria como entrenador
Tras dejar práctica activa comienza a entrenar, comenzando en el CD Pedroñeras, para en 2019 fichar por el Atlético Onubense. Tras temporada y media al mando del filial del decano, el 25 de enero de 2021 se hizo cargo del banquillo del Recreativo, tras el cese de Claudio Barragán.
En marzo de 2021, es destituido debido a los malos resultados y es sustituido por Carlos Pouso.
El 28 de octubre de 2021, firma como segundo entrenador de la SD Huesca de la Segunda División de España, formando parte del cuerpo técnico de Xisco Muñoz.
El 28 de noviembre de 2022, firma como segundo entrenador de la SD Ponferradina de la Segunda División de España, formando parte del cuerpo técnico de David Gallego, en el que trabaja hasta el 11 de abril de 2023.
El 1 de mayo de 2023, firma como entrenador de la Unión Deportiva San Sebastián de los Reyes de la Primera División RFEF, para dirigir los últimos cuatro partidos de la temporada tras la destitución de "Lobo", pero no podría evitar el descenso a Segunda División RFEF.
Actualmente está entrenando al Bollullos CF en Tercera División RFEF.

## Clubs

### Como jugador
| Club                           | País   | División | Años      |
| ------------------------------ | ------ | -------- | --------- |
| Xerez CD                       | España | 2.ª      | 2002-2004 |
| Real Club Recreativo de Huelva | España | 1.ª      | 2004-2006 |
| Albacete Balompié              | España | 2.ª      | 2006-2007 |
| Gimnàstic de Tarragona         | España | 2.ª      | 2007-2008 |
| Xerez CD                       | España | 2.ª      | 2008-2009 |
| Girona FC                      | España | 2.ª      | 2009-2010 |
| Real Valladolid                | España | 2.ª      | 2010-2011 |
| Albacete Balompié              | España | 2.ª      | 2011-2014 |
| UD Socuéllamos                 | España | 2.ªB     | 2014-2016 |
| Club Deportivo Villarrobledo   | España | 3.ª      | 2016-2017 |

### Como entrenador
| Club                                       | País   | División | Años      |
| ------------------------------------------ | ------ | -------- | --------- |
| Club Deportivo Pedroñeras                  | España | 3.ª      | 2017-2018 |
| Club Deportivo Villarrobledo               | España | 3.ª      | 2018      |
| Atlético Onubense                          | España | 3.ª      | 2019-2021 |
| Real Club Recreativo de Huelva             | España | 2.ªB     | 2021      |
| SD Huesca (2.º Entrenador)                 | España | 2.ª      | 2021-2022 |
| SD Ponferradina (2.º Entrenador)           | España | 2.ª      | 2022-2023 |
| Unión Deportiva San Sebastián de los Reyes | España | 1.ª RFEF | 2023      |
| Bollullos C.F ( 1° Entrenador)             | España | 3.ª      | 2024-2025 |